# سلوى القطريب
سلوى القطريب (17 سبتمبر / أيلول 1953  - 4 مارس 2009)، مغنية وممثلة لبنانية. ظهرت في عدد من الأغاني والمسرحيات الغنائية في السبعينيات. أصيبت في فبراير 2009 بجلطة دماغية نقلت على إثرها إلى مستشفى أوتيل دو في بيروت بعد النزيف الذي أدخلها في غيبوبة. توفيت في المستشفى بتاريخ 4 مارس 2009 إثر إصابتها بنزيف حاد بالدماغ. ابنتها هي المغنية والممثلة ألين لحود.

## أعمالها

### المسرح
- سنقف سنقف
- بنت الجبل
- الأميرة زمرد
- ياسمين
- حكاية أمل
- أغنية وعدوني

### ألبومات
- خدني معك (ألبوم - 15 أغنية)
- سلوى
- أغنية وعدوني
- الحياة الصاخبة
- الامال
- انا سلوى انا

## وصلات خارجية
- سلوى القطريب على موقع قاعدة بيانات الأفلام العربية